# Agioi Anárgyroi
Agioi Anárgyroi (Agioi Anargyroi) är en ort i Grekland.   Den ligger i prefekturen Nomós Argolídos och regionen Peloponnesos, i den sydöstra delen av landet, 80 km sydväst om huvudstaden Aten. Agioi Anárgyroi ligger 101 meter över havet och antalet invånare är 193.
Terrängen runt Agioi Anárgyroi är platt åt sydväst, men åt nordost är den kuperad. Havet är nära Agioi Anárgyroi åt sydost. Närmaste större samhälle är Ermióni, 5,7 km nordost om Agioi Anárgyroi. 